# Objektorienteret analyse og design
Objektorienteret analyse og design (OOAD), er en udviklingsmetode der er tæt sammenkoblet med objektorienteret programmering og som indeholder en lang række metoder og værktøjer til at udvikle (analysere og designe) software-systemer.
Elementer i objektorienteret analyse og design:
- Rigt billede
- Rig liste
- UML
- Tilstandsdiagrammer
- BATOFF
- kravspecifikation

| Software | Spire Denne artikel om software og programmering er en spire som bør udbygges. Du er velkommen til at hjælpe Wikipedia ved at udvide den. |